# فتيات ما وراء الأرض القاحلة
فتيات ما وراء الأرض القاحلة (باليابانية : 少女たちは荒野を目指す تُنطق باليابانية : شوغوتاتشي وا كويا أو ميزاسو، تترجم بشكل حرفي. فتيات تهدفن إلي الوصول للأرض القاحلة), أو يختصر إلي شوكوميزا (باليابانية : しょこめざ) ويُعرف أيضاً بأسم فتيات ماوراء صبي كويا في اليابان هو عبارة لعبة مبنية علي أساس رواية مرئية من تطوير أستديو ميناتو سوف، حيث تم أطلاقها علي منصة ويندوز في الـ 25 من شهر مارس لعام 2016 مع تصنيف مناسب لكل الأعمار. وتم تحويل الرواية إلي مسلسل آنمي تلفيزيوني، من إنتاج أستديو بروجيكت نو 9، ومن إخراج تاكويا ساتو، تم عرضه لأول مرة في يناير 2016.

## اللعبة
فتيات ما وراء الأرض القاحلة هي عبارة عن رواية مرئية رومانسية يلعب فيها اللاعب دور بطل الرواية بونتارو هوجو Buntarō Hōjō. أجزء متعددة من أسلوب اللعب تعتمد على قراءة السرد والحوارالقصصي. ويعتمد النص في اللعبة الطابع النقوش المتحركة، والتي تمثل شخصية بونتار الذي يحدث لفتاة، على الفن الخلفية. طوال اللعبة، يصادف اللاعب عمل رسومات حسوبية الفني في نقاط معينة من القصة، والتي تحل محل فن الخلفية والنقوش المتحركة الشخصية. تتبع اللعبة خط قصة متفرعة بنهايات متعددة، واعتمادًا على القرارات التي يتخذها اللاعب أثناء اللعبة، ستتقدم القصة في اتجاه معين.
هناك أربعة خطوط حبكة رئيسية يمكن للاعب تجربتها، خط لكل بطلة. طوال فترة اللعبة، يتم منح اللاعب خيارات متعددة للاختيار بطلته من بين 4 بطلات، ويتوقف تقدم النص مؤقتًا عند هذه النقاط حتى يتم الاختيار. يمكن لبعض القرارات أن تؤدي إلى إنهاء اللعبة قبل الأوان، والتي تقدم نهاية بديلة للحبكة. لعرض جميع خطوط الحبكة بالكامل، سيتعين على اللاعب إعادة تشغيل اللعبة عدة مرات واختيار خيارات مختلفة لتعزيز الحبكة في اتجاه بديل.

## الشخصيات
Buntarō Hōjō (北条 文太郎 Hōjō Buntarō)
أداء صوتي: سييتشيرو ياماشيتا 
Buntarō، الملقب ب Bunta (ブンタ) هو بطل الرواية. إنه مجتهد وودود ومدرك جيدًا لما يحيط به. عادة ما يكتب سيناريوهات نادي الدراما، على الرغم من أنه يكتب بناءً على قصص موجودة. يصبح كاتب السيناريو للعبة التي تنتجها Sayuki.
Sayuki Kuroda (黒田 砂雪 Kuroda Sayuki)
أداء صوتي: هاروكا تشيسوغا
سايوكي هو زميل بونتارو الهادئ. كانت تحقق مع Buntarō وتقنع نفسها أنه لائق ليكون كاتب سيناريو للعبتها القادمة. إنها تريد أن تصنع لعبة bishōjo لأنها تعلم أن هذا العالم هو «أرض قاحلة» حيث يضطر الناس إلى القيام بشيء ليس لديهم مصلحة فيه حتى يتمكنوا من كسب المال من أجل العيش. إنها مستوحاة من شقيقها الأكبر الذي يعمل في شركة ألعاب. تحب Buntarō وقبلته في الحلقة الثامنة من الأنمي. تحمر خجلاً حقًا عندما تراها بونتارو في مواقف محرجة أو عندما قال لها شيئًا جميلًا. تذهب معه في موعد في الحلقة الأولى من الأنمي. غالبًا ما يُلمح في الأنمي إلى أن لديها مشاعر قوية تجاه بونتارو.
Yūka Kobayakawa (小早川 夕夏 Kobayakawa Yūka)
أداء صوتي: كانا هانازاوا 
يوكا هي صديقة طفولة بونتارو. إنها فتاة نشطة جيدة في التمثيل. تم تجنيدها لتكون المخرجة الصوتية للعبة Sayuki وتقدم صوتها الخاص. لديها مشاعر تجاه بونتارو.
Teruha Andō (安東 テルハ Andō Teruha)
أداء صوتي: ساتومي أكيساكا 
الملقب بـ Akkīna (アッキーナ)، Teruha هو زميل آخر في Buntarō. هي المبرمجة ومصممة الويب وتكوين البرنامج النصي للعبة. على الرغم من العمل على لعبة bishōjo، Teruha هو ثقيل fujoshi، وترى أن شخصيات مثل الرجال حتى أنها يمكن أن تحصل على «الشعور». تتعارض طريقة تفكير Teruha مع طريقة Sayuki، وهي لا تخشى تجربة أشياء جديدة، وغالبًا ما تتشاجر مع Sayuki حول الأفكار. نظرًا لعدم حصولها على إذن من المدرسة، فهي تعمل سراً في مقهى خادمة وتستخدم غرورًا مختلفًا تحت اسم "Luka" (ルカ Ruka) . لديها أيضًا مشاعر تجاه بونتارو.
Uguisu Yūki (結城 うぐいす Yūki Uguisu)
أداء صوتي: ساتومي ساتو 
أوجويسو طالب في السنة الأولى وفنان اللعبة. لقبت Tori (トリ، "bird") لأن اسمها يرمز إلى الأدغال الياباني. أوجويسو خجولة وخجولة، وتنسى أحيانًا الاعتناء بنفسها بسبب حبها للرسم. اسمها المستعار هو "Hokekiyo" (ホケキヨ) وغالبًا ما يحصل فنها على مرتبة عالية في Pixi .
Atomu Kai (甲斐 亜登夢 Kai Atomu)
أداء صوتي: توشيوكي تويوناغا 
أتومو هو صديق طفولة بونتارو. جنبا إلى جنب مع Yūka، هم ثلاثي يتم رؤيتهم دائمًا معًا. تم التخلي عن أتومو من قبل صديقته لكونه «لطيف للغاية»، مما يجعله يكره الفتيات والأزواج ثلاثية الأبعاد. ليس لديه أي مواهب خاصة، ولكن لديه الحافز الذي يحتاجه Sayuki، مما يجعله المدير المساعد.

## التطوير والإفراج
كان التخطيط لـ Girls Beyond the Wasteland بقيادة تاكاهيرو، حيث كتب روميو تاناكا السيناريو. تم تقديم التوجيه الفني وتصميم الشخصية بواسطة ماتسوريو. تم إصدار عرض توضيحي في 23 أكتوبر 2015. تم إصدار اللعبة في 25 مارس 2016 لنظام التشغيل Windows .
تغنى موضوع افتتاح «سيد أعلى» من الزهر صوت الشخصيات النسائية الرئيسية: هاروكا تشيسوغا، كانا هانازاوا، ساتومي ساتو وساتومي أكيساكا.

## الاقتباسات

### قصص مصورة يابانية
مسلسل تلفزيوني من الرسوم المتحركة، من إنتاج المشروع رقم 9 وإخراج تاكويا ساتو، تم عرضه لأول مرة في 7 يناير 2016. تمت كتابة السيناريو بواسطة Yuniko Ayana و Takayuki Noguchi بناءً على تصميم الشخصية المستخدم في الأنمي على تصميمات Matsuryū الأصلية. سيتم تجميع قرص Blu-ray الذي يحتوي على حلقة رسوم متحركة أصلية للفيديو مع «إصدار Anime» من لعبة Windows. تم ترخيص الأنمي من قبل شركة سينتاي فيلموركس في أمريكا الشمالية،  Madman Entertainment في أستراليا و MVM Films في المملكة المتحدة.
موضوع الافتتاح "Wastelanders" هو من تأليف Sayaka Sasaki وموضوع النهاية "Sekai wa Kyō mo Atarashii" (世界は今日もあたらしい، lit. "The World Today is Also New") أغنية "The World Today is New also") غناها طاقم التمثيل الصوتي للشخصيات النسائية الرئيسية: Haruka Chisuga و Kana Hanazawa و Satomi Satō و Satomi Akesaka.

### مانجا
بدأ تعديل المانجا مع الفن من قبل كازوتشي في التسلسل في مجلة ASCII Media Works 's seinen manga 's Comic مع إصدار أبريل 2016 في 29 فبراير 2016.

## وصلات خارجية
- Girls Beyond The Wasteland at Minato Soft باللغة اليابانية
- الموقع الرسمي للأنمي باللغة اليابانية
- Girls Beyond the Wasteland
- فتيات ما وراء الأرض القاحلة (أنمي) في شبكة أخبار الأنمي